# Tania Khalill
Tania Calil Campos de Oliveira, mais conhecida como Tania Khalill (São Paulo, 8 de julho de 1977), é uma atriz brasileira. Mais conhecida por seus papéis em Senhora do Destino, Caminho das Índias e Salve Jorge.

## Biografia
É filha do pediatra Emiliano Campos e da psicóloga Terezinha Calil Campos (o Calil do sobrenome, ela transformou em Khalill), paulistana, criada no bairro de Perdizes, é a segunda das três filhas do casal, descendente de espanhóis e sírios.
Na adolescência estudou no Colégio Batista Brasileiro. Em 2000, Tania formou-se em psicologia na Universidade Presbiteriana Mackenzie, pois sua família achava importante fazer uma faculdade, mas jamais praticou o ofício.
Tania praticou balé por 16 anos, entre os 6 e 22 anos, dançou profissionalmente por cinco, na Companhia Paulista de Dança, bailarina clássica formada pelo Ballet Paula Castro,
morou por cinco meses em Cuba para estudar na Escola Nacional de Ballet de Cuba, uma das mais respeitadas do mundo. Estrelou também campanhas publicitárias, apesar de integrar o casting da agência de modelos Elite, nunca desfilou nas passarelas.
Para se aperfeiçoar como bailarina, buscou inspiração no teatro e descobriu uma nova vocação, foi enveredando cada vez mais pelos caminhos da arte dramática, deixando a dança de lado. Entrou em cena pela primeira vez aos sete anos, representando Julieta em um teatrinho da escola, decidida a investir na carreira de atriz, estudou teatro durante sete anos, se formou pelo Cármina Escola de Atores e passou pelos cursos de Beto Silveira, do Teatro Escola Macunaíma, também participou do curso de televisão e teatro para profissionais na Escola de Atores Wolf Maya e da Oficina de Interpretação para Teatro Oswaldo Boaretto, por cinco anos. No cinema fez o curso de Magno Azevedo e o de Márcio Mehiel. Tania estudou ainda locução e apresentação de TV pelo SENAC.

## Carreira
Em 2002 estreou na televisão no elenco de apoio da novela Sabor da Paixão. Em 2004, participou do seriado Galera, da TV Cultura, fazendo uma professora de história e interpretou sua primeira personagem de destaque, a sambista Nalva Ferrari, na novela Senhora do Destino, de Aguinaldo Silva, papel que esteve cotado para Scheila Carvalho e Luma de Oliveira. Em 2006, viveu Nikki Ortega, uma vilã trambiqueira em Cobras & Lagartos. Em 2008, participou dos seriados Casos e Acasos e Guerra & Paz. Em 2009 deu vida a apaixonada Duda, uma das protagonistas da novela Caminho das Índias.
Nos palcos, estreou em 1995, com uma peça de Naum Alves. Desde então, já encenou obras de Nelson Rodrigues, Curta Comédia, de Luís Fernando Veríssimo e direção de Wolf Maya, O Mala, de Larry Shue e direção de Isser Korik, ao lado de José Rubens Chachá. Em 2002, participou do curta-metragem Lssd, um projeto do curso de cinema da FAAP, em 2005, esteve no elenco de outro curta, O Sexo Oposto, sob direção de Hudson Glauber, finalmente em 2009, participa do curta Inocente, com direção de Thiago Luciano e Beto Shultz, que esteve no 13ª Festival Internacional do Filme Latino, em Los Angeles, Estados Unidos.
Foi capa das revistas: Boa Forma, Claudia, Manequim, Corpo a Corpo, entre outras. Realizou ensaio sensual para revista VIP, sendo capa da publicação em setembro de 2004, esteve presente ainda na lista das cem mulheres mais sexy do mundo da mesma revista nesse ano, foi considerada também uma das 25 mulheres mais sexy no ranking anual da revista Isto É Gente em 2004 e 2009. Recusou convite da revista masculina Playboy para posar nua.
Em 2010 participou do espetáculo Grandes Pequeninos, o musical infantil foi baseado no livro-CD homônimo lançado por Jair Oliveira, em 2009 e que foi indicado ao Grammy Latino no mesmo ano. Estreou recentemente a peça Vamos?, com texto de Mário Viana e contracenando com Dalton Vigh.
Em 2010 a atriz se envolveu com um projeto infantil, lançado no mês de outubro, Acampamento de Férias do Didi, onde interpretou Débora. No cinema, a atriz atuou com Murilo Rosa e Isaiah Washington no filme de ficção científica Área Q, uma co-produção entre Brasil e Estados Unidos, que trata do aparecimento de extraterrestres em Quixadá e Quixeramobim, cidades cearenses. Ela viveu Valquíria, uma repórter interesseira a serviço de superpotências. O longa-metragem tem direção de Gerson Sanginitto e produção de Halder Gomes, as gravações aconteceram no Ceará e em Los Angeles.

## Vida pessoal
Em 2001 começou a namorar o cantor Jair Oliveira, com quem se casou em 10 de dezembro de 2005 na igreja Nossa Senhora do Perpétuo Socorro, em São Paulo. O casal tem duas filhas: Isabella, nascida em 10 de julho de 2007, e Laura, nascida em 5 de março de 2011. Desde 2016 vive em Nova Iorque, Estados Unidos.

## Filmografia

### Televisão
| Ano  | Título                                          | Personagem / Cargo                   | Notas                                               |
| ---- | ----------------------------------------------- | ------------------------------------ | --------------------------------------------------- |
| 2002 | Sabor da Paixão                                 | Secretária de Alexandre              | Participação                                        |
| 2004 | Galera                                          | Profª. Plurabelle                    |                                                     |
| 2004 | Senhora do Destino                              | Marinalva Ferreira da Silva (Nalva)  |                                                     |
| 2006 | Cobras & Lagartos                               | Nicole Ortega (Nikki)                |                                                     |
| 2007 | Pé na Jaca                                      | Paula                                | Episódio: "20 de março de 2007"                     |
| 2008 | Guerra e Paz                                    | Vivi                                 | Episódio: "Ricos e Pobres"                          |
| 2008 | Casos e Acasos                                  | Fabiana                              | Episódio: "O Colar, o Cachorro e o DVD"             |
| 2008 | Casos e Acasos                                  | Iara                                 | Episódio: "A Nova Namorada, o Chefe e o Dia Fértil" |
| 2009 | Caminho das Índias                              | Maria Eduarda Alves de Moraes (Duda) |                                                     |
| 2011 | Acampamento de Férias                           | Débora                               | Temporada 2                                         |
| 2011 | Fina Estampa                                    | Letícia Fernandes Prado              |                                                     |
| 2012 | Salve Jorge                                     | Ayla Budak                           |                                                     |
| 2013 | Joia Rara                                       | Dália Hérnandez                      |                                                     |
| 2016 | Grandes Pequeninos Chefs                        | Apresentadora                        |                                                     |
| 2017 | Os Homens São de Marte... E é pra Lá que Eu Vou | Thereza                              | Temporada 3                                         |
| 2017 | Prata da Casa                                   | Talita                               | Episódio: "Kama Sutrex"                             |
| 2018 | Bridecon                                        | Spencer                              |                                                     |
| 2019 | Mrs. Fletcher                                   | Sales Lady                           | Episódio: "Free Sample"                             |

### Internet
| Ano           | Título             | Cargo         |
| ------------- | ------------------ | ------------- |
| 2013–presente | Grandes Pequeninos | Apresentadora |

### Cinema
| Ano  | Título                  | Personagem    |
| ---- | ----------------------- | ------------- |
| 2011 | Área Q                  | Valquíria     |
| 2016 | Meu Amigo Hindu         | Rosemary      |
| 2017 | Eu Fico Loko            | Martha Coelho |
| 2020 | Solteira Quase Surtando | Carol         |
| 2021 | Diários de Intercâmbio  |               |
| 2023 | Great Little Ones       |               |

## Teatro
| Ano  | Título                         | Personagem   |
| ---- | ------------------------------ | ------------ |
| 1995 | No Natal a Gente Vem Te Buscar |              |
| 2003 | Curta Comédia                  |              |
| 2007 | O Mala                         | Tansy        |
| 2010 | Grandes Pequeninos - O Show    |              |
| 2010 | Vamos?                         |              |
| 2015 | Dez Encontros                  |              |
| 2017 | Mary Poppins - O Musical       | Mary Poppins |